# Бурк, Карл
Карл Бурк (нем. Karl Burk; 14 марта 1898, Бухенау — 23 сентября 1963, Фрицлар) — бригадефюрер СС, в конце войны командир 15-й дивизии СС (1-й латышской).

## Военная служба
Родился в семье крестьянина. В 1913 вступил в армию. Служил в пехоте, участник Первой мировой войны, награждён Железным крестом 1-го и 2-го класса. После окончания войны служил в рейхсвере (вооружённых силах Веймарской республики до 1927 года. 1 мая 1933 года вступил в НСДАП (№ 1 848 222).

## Член СС

### Чины
- С 20 апреля 1935 — унтерштурмфюрер СС.
- С 9 ноября 1935 — оберштурмфюрер СС.
- С 13 сентября 1936 — гауптштурмфюрер СС.
- С 12 сентября 1937 — штурмбаннфюрер СС.
- С 9 ноября 1938 — оберштурмбаннфюрер СС.
- С 15 июля 1943 — штандартенфюрер СС
- С 9 ноября 1944 — оберфюрер СС.
- С 20 апреля 1945 — бригадефюрер СС и генерал-майор войск СС.

### Должности
- С 20 мая 1935 по 15 января 1936 — адъютант 30-го абшнитта (района) СС.
- С 1936 по 9 января 1939 — командир 70-го штандарта СС.
- С 9 января 1939 по 1 марта 1941 — командир 8-го штандарта СС (в течение большей части этого времени был им номинально, так как находился в войсках СС).
- С 2 ноября 1939 по 8 ноября 1939 — командир 2-го батальона 5-го штандарта (полка) в составе частей СС «Тотенкопф».
- С 11 ноября 1939 по май 1940 — командир 2-го батальона 12-го штандарта (полка) в составе частей СС «Тотенкопф».
- Затем служил в дивизии СС «Викинг» (в штабе 5-го артиллерийского полка).
- С мая 1941 по 1 сентября 1942 — командир зенитного дивизиона «Ост».
- До июня 1942 был командиром «Боевой группы Бурк». Также был зенитным командиром в составе 38-го армейского корпуса.
- С сентября 1942 — командир FG.
- С мая 1943 — командир зенитного учебного эрзатц-полка СС.
- С 9 ноября 1943 служил в Главном оперативном управлении СС.
- С 21 июня 1944 по 6 октября 1944 — командир 5-й бригады СС «Валлония».
- В 1944—1945 — офицер связи СС при вооружённых силах Комитета освобождения народов России (КОНР) под командованием генерала Андрея Власова.
- С 15 февраля 1945 по 2 мая 1945 — командир 15-й (латвийской) дивизии СС.

## Награды
- Железный крест 2-го класса (за Первую мировую войну)
  - Пряжка к Железному кресту 2-го класса (1941).
- Железный крест 1-го класса (за Первую мировую войну)
  - Пряжка к Железному кресту 1-го класса (1941).
- Пехотно-штурмовой знак.
- Восточная медаль
- Немецкий крест в золоте (5 ноября 1942)[2]
- Крест военных заслуг 1-й степени
- Крест военных заслуг 2-й степени